# Comisión de Asuntos Militares
La Comisión de Asuntos Militares (en chino tradicional, 國民政府軍事委員會; pinyin, Guómínzhèngfǔ Jūnshì Wěiyuánhuì; CAM) del Gobierno nacionalista, presidida por el generalísimo Chiang Kai-shek durante la segunda guerra sino-japonesa y la Segunda Guerra Mundial, dirigió el mando del Ejército Nacional Revolucionario de la República de China.

## Estructura organizativa
Se organizó a partir del 17 de enero de 1938, de la siguiente manera:
Presidente - Chiang Kai-shek
- Consejeros militares

- Jefe del Estado Mayor - He Yingqin
  - Junta de Operaciones Militares
  - Ministerio de guerra
  - Junta de Entrenamiento Militar
  - Junta de Formación Política
  - Dirección General de Tribunales Militares
  - Comisión de Asuntos Aeronáuticos
  - Oficina de personal militar
  - Consejo Asesor Militar
- Oficina principal de la Comisión de Asuntos Militares
- Oficina de ayudantes
- Oficina de Estadísticas de Investigación
- Oficina de Consejeros
- Comandantes de Regiones Militares
- Comandante en Jefe de la Armada
- Comandante en Jefe de la Fuerza Aérea
- Departamento de Servicios de Retaguardia
- Comandantes de Defensa Aérea
- Comandantes de guarnición